# ایکنه ایبکوه
ایکنه ایبکوه (انگلیسی: Ekene Ibekwe؛ زادهٔ ۱۹ ژوئیهٔ ۱۹۸۵) بازیکن بسکتبال اهل ایالات متحده آمریکا است.